# Contexto. Revista de la Facultad de Arquitectura de la UANL
CONTEXTO es una revista científica mexicana publicada por la Universidad Autónoma de Nuevo León y fundada en el año 2007 por un grupo de investigadores y profesores de la Facultad de Arquitectura de dicha institución. Su objetivo es difundir investigaciones sobre arquitectura y estudios urbanos y regionales, privilegiando las investigaciones de carácter interdisciplinario desde las Ciencias Sociales y Humanidades (Arquitectura, Urbanismo, Geografía, Sociología, Economía, Antropología, Psicología, Historia, Educación y otras a fines) en cualquier parte del mundo, aunque primando las temáticas centradas en América Latina y el Caribe.
Actualmente, CONTEXTO (ISSN: 2007-1639) es una revista científica indexada que se distribuye en versión impresa a través de la Facultad de Arquitectura de la Universidad Autónoma de Nuevo León, así como se difunde a través de internet en acceso abierto y gratuito.

## Periodicidad
- Semestral: dos números al año (marzo y septiembre).

## Indexación
- Web of Science (Thomson Reuters)
- DOAJ (Directory of Open Access Journals)
- LATINDEX (Sistema Regional de Información en Línea para Revistas Científicas de América Latina, el Caribe, España y Portugal)
- CLASE (Citas Latinoamericanas en Ciencias Sociales y Humanidades)
- REDALYC (Red de Revistas Científicas de América Latina y el Caribe, España y Portugal)
- Dialnet y e-Dialnet
- REDIB (Red Iberoamericana de Innovación y Conocimiento Científico)
- E-revist@s (Plataforma Open Access de Revistas Científicas Electrónicas Españolas y Latinoamericanas, CSIC)
- OpenAIRE (Open Access Repositories in Europe)
- REBIUN (Red de Bibliotecas Universitarias Españolas)
- Red de Repositorios Latinoamericanos
- ARLA (Asociación de Revistas Latinoamericanas de Arquitectura)
- SUDOC (Système Universitaire de Documentation, France)
- Biblat (Bibliografía Latinoamericana en revistas de investigación científica y social)
- Académica (Comunidad Digital de Conocimiento)
- Princeton University Library, USA
- Columbia University Library, USA
- University of Regensburg Library, Germany
- University of Saskatchewan Library, Canadá
- UNSW Australia Library, Australia

## Consejo Editorial
- Eduardo Sousa González (Director de la Revista / Editor)
- Carlos Leal Iga (Secretario de redacción)
- Yazmín Aurora Molina Gándara (Secretario de intercambio y redes)